# Râul Sâmbăta
Râul Sâmbăta este afluent pe stânga al râului Olt, în județul Brașov. 

## Hărți
- Harta Județului Brașov
- Harta Munții Făgăraș  Arhivat în 8 septembrie 2013, la Wayback Machine.
- Harta Munții Făgăraș Est